# Luigi Carra
Luigi Carra [kara], italijanski rimskokatoliški duhovnik, katehet in kanonik stolnega kapitlja sv. Justa v Trstu, * 13. januar 1906, Trst, † (?).
Bogoslovje je v letih 1930−1934 študiral v Gorici in bil 30. septembta 1934 posvečen v mašnika. V bogoslovju je bil prav v času, ko je fašistični tisk besno napadal goriško veliko semenišče, nekatere predstojnike in profesorje ter tržaškega škofa Fogarja. Carra je pogumno stopil na stran škofa, podpisal zaupnico in poslal protestno pismo tržaškemu listu Il Popolo.
Po posvetitvi je bilo njegovo prvo službeno mesto v Kopru, nato pa v Trstu. Tu je služboval tudi kot katehet na gimnaziji, od 1958 pa kot kanonik. S tragedijo preganjanih Slovencev se je soočil kot kaplan v zaporih Coroneo, kjer je služboval v letih 1939−1946. Zapornikom pod italijansko, nemško in zavezniško oblastjo je pomagal kolikor je bilo v njegovi moči, le jugoslovanske oblasti mu po osvoboditvi Trsta maja 1945 niso dovolile vstopa v zapore. Na smrt je pripravil 16 na smrt obsojenih oseb, med njimi tudi slovenske žrtve drugega tržaškega procesa ustreljene 15. decembra 1941 na Opčinah: Viktorja Bobka, Ivana Ivančiča, Simona Kosa in Ivana Vadnala. Razgovor s kaplanom Carrarom v pismu napisanem nekaj ur pred usmrtitvijo omenja tudi Pinko Tomažič.